# Mari Törőcsik
Mari Törőcsik (Pély, 23 novembre 1935 – Szombathely, 16 aprile 2021) è stata un'attrice ungherese di cinema, teatro e tv.
Nel 1976, vinse al 29º Festival di Cannes il Premio per la miglior interpretazione femminile per il film Déryné hol van?.

## Filmografia parziale
- Stella d'autunno (Isten öszi csillaga), regia di András Kovács (1963)
- Pacsirta, regia di László Ranódy (1963)
- Silenzio e grido (Csend és kiáltás), regia di Miklós Jancsó (1968)
- Szemüvegesek, regia di Sándor Simó (1969)
- Holdudvar, regia di Márta Mészáros (1969)
- Amore (Szerelem), regia di Károly Makk (1971)
- Elettra amore mio (Szerelmem, Elektra), regia di Miklós Jancsó (1974)
- Déryné hol van?, regia di Gyula Maár (1975)
- Music Box - Prova d'accusa (Music Box), regia di Costa-Gavras (1989)
- Mio caro dottor Gräsler, regia di Roberto Faenza (1990)